# Philippe Comairas

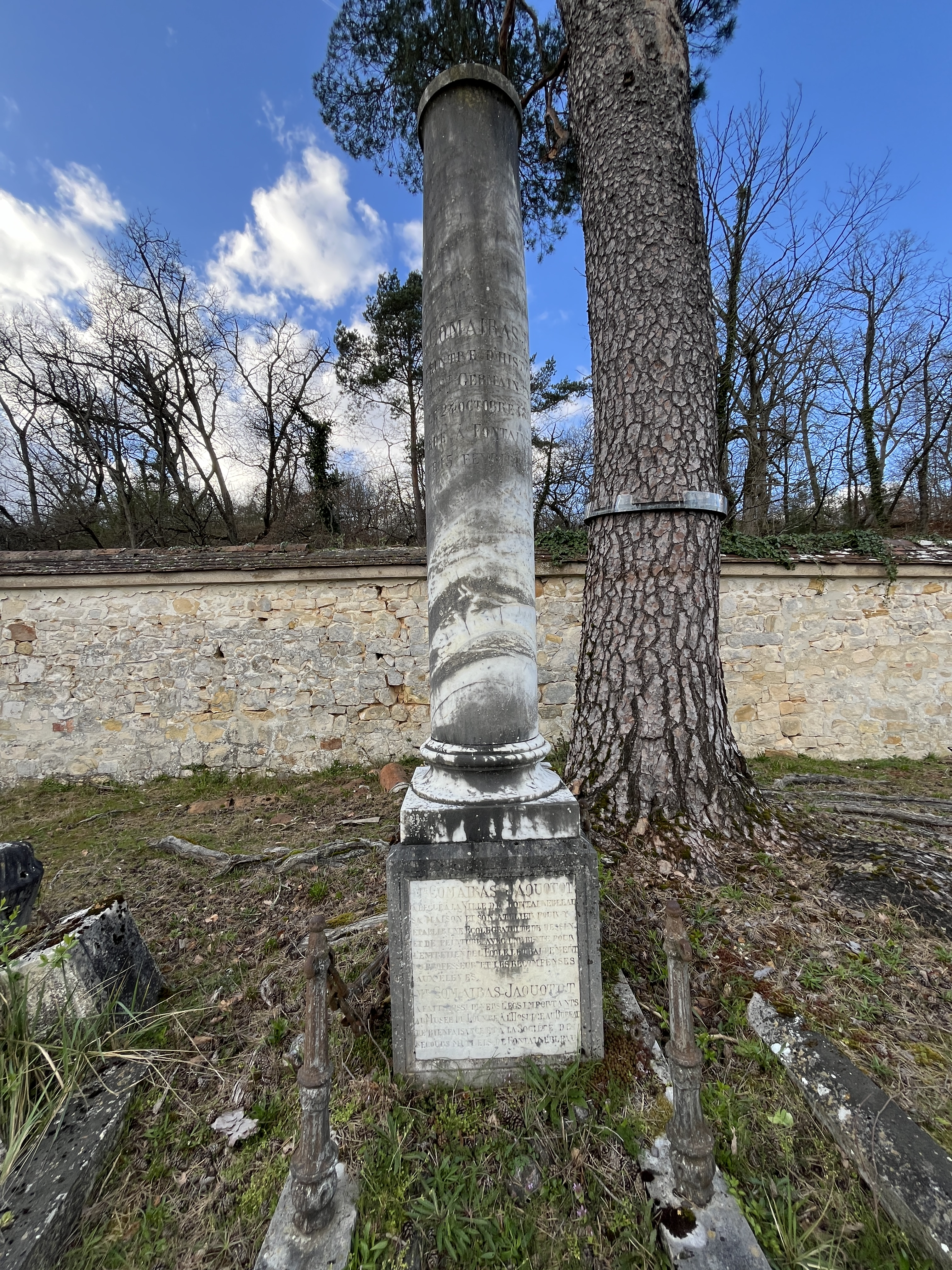
Sépulture de Philippe Comairas au cimetière de Fontainebleau.

Philippe Comairas, né le 23 octobre 1803 à Saint-Germain-en-Laye et mort le 15 février 1875 à Fontainebleau, est un peintre français, second prix de Rome en 1833.

## Biographie
Né à Saint-Germain-en-Laye, il est le fils naturel de Marie-Victoire Jaquotot (1772-1855), peintre sur porcelaine, et de l’architecte Jean Baptiste André Comairas (né le 4 mai 1781 à La Rochelle et décédé après 1855 ?). Élève de Jean-Auguste-Dominique Ingres, il atteint la deuxième place du prix de Rome de peinture pour Moïse et le serpent d'airain. Très rapidement, la monarchie de Juillet lui commande la réalisation de portraits historiques pour la création du musée de l'Histoire de France au château de Versailles.
En 1838, sur les recommandations de l'architecte Achille-Jacques Fédel, il exécute quelques fresques pour la décoration de l'hôtel de Monaco récemment acquis par le baron Hope. Se sentant lésé lors du règlement, Comairas attaque Hope et gagne son procès.
Il s'installe à Fontainebleau (au 6 rue Guérin[réf. nécessaire]) pour peindre sur le motif [réf. nécessaire], participant ainsi au courant de l'école de Barbizon. Il se lie d'amitié avec Jean-Baptiste Corot qu'il accueille dans son atelier bellifontain. Il fonde dans la ville de Fontainebleau une académie de dessin, où il décède en 1875.
Il fait notamment don d'une somme de 6 000 francs en faveur de l'association des artistes-peintres, dont il a fait partie, et laisse sa maison pour y établir une école de dessin et de peinture à laquelle il ajoute une rente de 3 600 francs.
Un espace d'exposition consacré à l'art est inauguré en 2008 dans cette même ville lui doit son nom. Une rue de la ville porte également son nom.

## Principales œuvres conservées dans des collections publiques
le numéro précédé de AL désigne le numéro de l'essai de catalogue d'Anne Lajoux, cf. bibliographie.

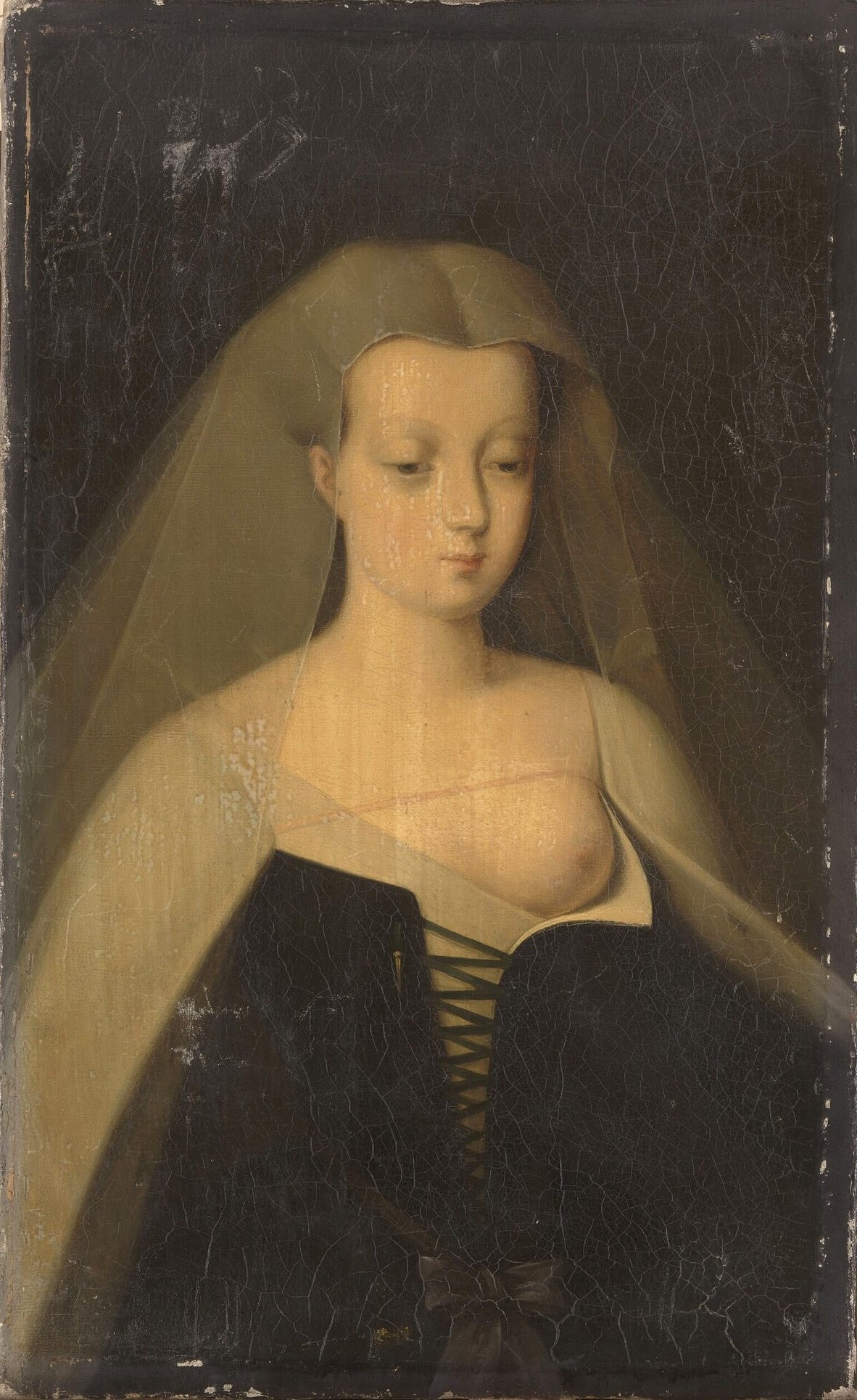
Portrait d'Agnès Sorel, 1833.

- Moïse et le serpent d'airain, 1833, dessin du prix de Rome conservé à l'école nationale supérieure des beaux-arts[6] AL. 4.
- Portrait d'Agnès Sorel, 1833, musée de l'Histoire de France (Versailles) AL 5.
- Portrait de Françoise-Marie de Bourbon, 1836, musée de l'Histoire de France (Versailles) AL 11.
- Portrait d'Anne de France, duchesse de Bourbon, dame de Beaujeu, 1837, musée de l'Histoire de France (Versailles) AL 14.
- Portrait de Charles de Lorraine, 1837, musée de l'Histoire de France (Versailles) AL 16.
- Portrait de Jean de Lorraine, 1837, musée de l'Histoire de France (Versailles) AL 15.
- Portrait de Diane de Poitiers, château d'Azay-le-Ferron[7]
- Le Christ au tombeau, 1859, église Saint-Pierre d'Auvillar[8] AL 12.